# Saint-Marcel-d’Ardèche
Saint-Marcel-d’Ardèche ist eine französische Gemeinde mit 2357 Einwohnern (Stand 1. Januar 2022) im Département Ardèche. Die Gemeinde liegt auf einem Hochplateau zwischen den Städten Bourg-Saint-Andéol am Ufer der Rhône und Saint-Martin-d’Ardèche an der Ardèche.
Im Ort liegt die Höhle Grotte von Saint-Marcel.

## Bevölkerungsentwicklung
| Jahr                       | 1962 | 1968 | 1975 | 1982 | 1990 | 1999 | 2007 | 2016 |
| -------------------------- | ---- | ---- | ---- | ---- | ---- | ---- | ---- | ---- |
| Einwohner                  | 1059 | 1089 | 1140 | 1465 | 1781 | 2147 | 2370 | 2381 |
| Quellen: Cassini und INSEE |      |      |      |      |      |      |      |      |

## Persönlichkeiten
- François-Joachim de Pierre de Bernis, Kardinal de Bernis  (1715–1794), Politiker, Dichter und Kardinal.
- Léopold Chiron (1845–1916), Archäologe.
- Gustave Thibon (1903–2001), Philosoph und Dichter.